# Hyalobathra metallogramma
Hyalobathra metallogramma är en fjärilsart som beskrevs av Edward Meyrick 1934. Hyalobathra metallogramma ingår i släktet Hyalobathra och familjen Crambidae. Inga underarter finns listade i Catalogue of Life.